# Tornerose
 For alternative betydninger, se Tornerose (flertydig). (Se også artikler, som begynder med Tornerose)
Tornerose er et gammelt folkeeventyr, nedskrevet på katalansk i Frayre de Joy e Sor de Placer i 1300-tallet, og som Troylus og Zellandine på fransk i 1500-tallet. En anden fransk version, La Belle au Bois Dormant af Charles Perrault, blev trykt i 1697. Kendt er også
brødrene Grimms version, udgivet i eventyrsamlingen Kinder- und Hausmärchen (1812-15). Historien er genfortalt i et utal af versioner for teater, ballet, film, billedkunst og tegnefilm.

## Temaet om at undfly sin skæbne
Eventyret er en fortælling om et barnløst kongepar, der omsider får en datter, og planlægger at invitere kun tolv af egnens 13 feer til fejringen. Perrault fremstiller den uinviterede fe som en vranten gammel kone, der længe har vært fraværende fra hoffet. Perrault skaber en god fe, der gemmer sig, så hun kan modvirke enhver gave, der kan tænkes at skade barnet. De 11 feer skænker babyen skønhed, dyd, rigdom og visdom, da den 13. afbryder med en spådom om, at pigen kommer til at dø, når hun fylder 15 og stikker sig på en ten. Den 12. fe omgør spådommen til en søvn i 100 år. Kongen prøver at omgå skæbnen ved at forbyde alle spinderokker i området. Temaet at ingen kan flygte fra sin skæbne, er velkendt i østlig litteratur. Og prinsessen stikker sig alligevel - på en ten, der opbevares af en gammel kone i et skjult værelse på slottet. Alle slottets beboere falder i dyb søvn. Perraults gode fe sørger for, at prinsessen vender tilbage til en uændret verden, i modsætning til munken Felix i et andet eventyr, der fulgte efter en fugl i 300 år og vendte tilbage til en fremmed verden.
I mellemtiden vokser en tjørnehæk op, som prinsen må forcere for at nå frem til hende. Ligesom en anden eventyrfigur, Snehvide, vækkes hun af hans kys. Tornerose har været udlagt som et minde om en hedensk gudinde; eller som et symbol på naturen, der sover sig gennem vinteren og vækkes af forårssolens kys; eller et minde om indvielsesritualer til markering af overgangen fra barn til voksen.

## Perraults afslutning
Perraults version adskiller sig fra brødrene Grimms, idet Tornerose føder datteren Gry og sønnen Dag. Prinsen er også bange for at bringe sin brud hjem, fordi hans mor er en trold. Først da hans far dør, og han selv bliver konge, tør han at bringe sin kone og børnene til hjem sit hof. Imidlertid kaldes han ud i krig, og hans mor søger straks at få sine to børnebørn og Tornerose slagtet og serveret. I stedet får kokken det ordnet, så den gamle dronning ender i et kar fyldt med slanger og tudser, mens denne slutning er udeladt hos brødrene Grimm.